# Alpi dell’Adamello e della Presanella

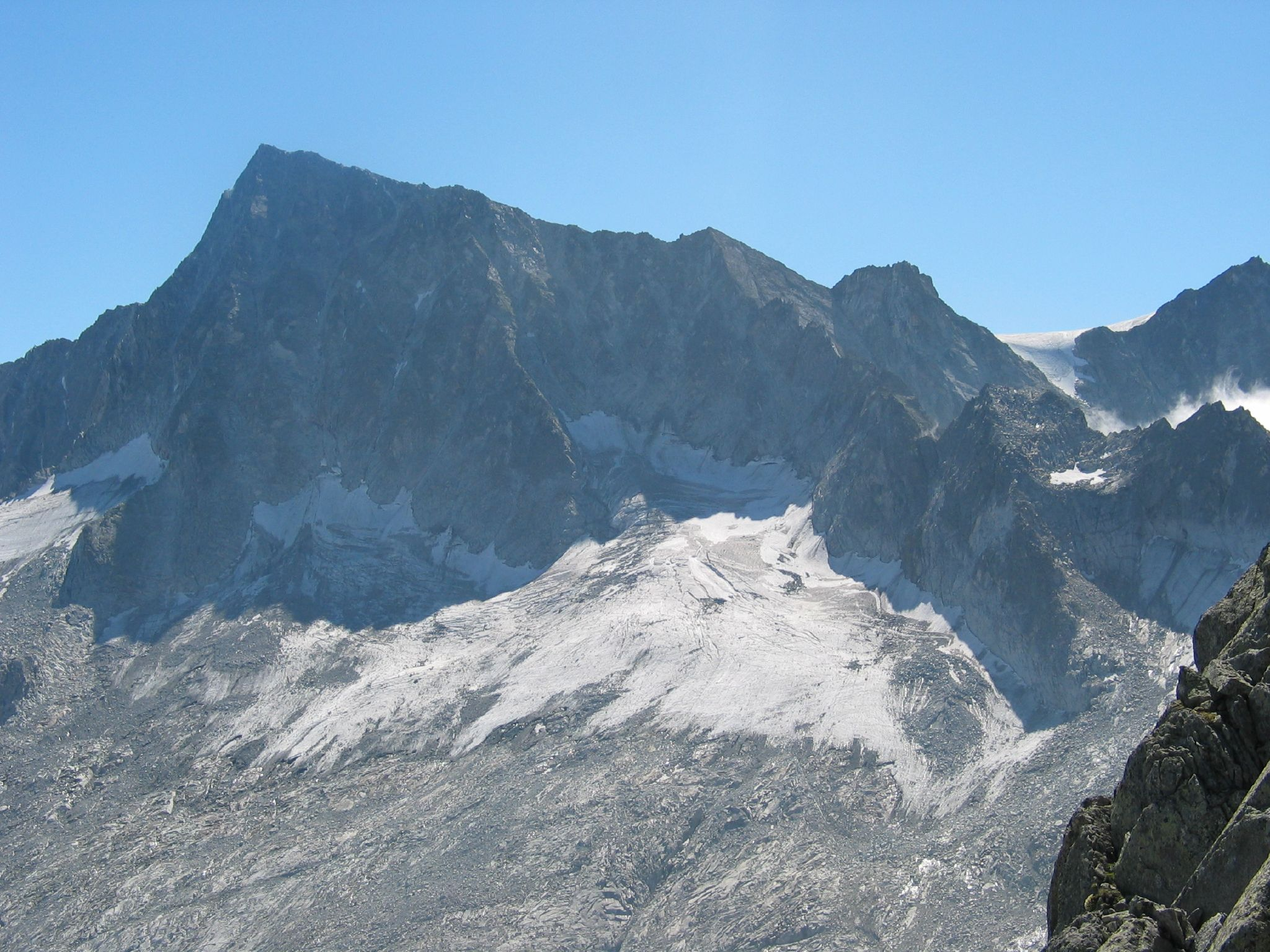
Adamello, widok od zachodniej strony.

Alpi dell’Adamello e della Presanella (niem. Adamello-Presanella-Alpen) – grupa górska w Alpach Retyckich, części Alp Wschodnich. Leży w północnych Włoszech, w regionach Trydent-Górna Adyga (prowincja Trydent) oraz Lombardia (prowincja Brescia). Nazwa grupy pochodzi od dwóch najwyższych szczytów: Cima Presanella (3558 m n.p.m.) i Monte Adamello (3539 m n.p.m.). Łańcuch jest zbudowany głównie ze skał krystalicznych.

## Topografia
Alpi dell’Adamello e della Presanella leżą we włoskiej części Alp Wschodnich. Zachodnie obszary pasma znajdują się w prowincji Brescia w Lombardii, wschodnie – w prowincji Trydent, części regionu Trydent-Górna Adyga. Internetowa encyklopedia PWN wymienia tę grupę jako część Alp Retyckich.

### AVE
| Alpi dell’Adamello e della Presanella (49) na mapie Alp Wschodnich wśród grup górskich według podziału AVE | Według podziału Alp Wschodnich Alpenverein Adamello-Presanella-Alpen (nr AVE 49) są częścią Südliche Ostalpen. |

Masyw graniczy z: Alpami Bergamskimi na zachodzie, Gruppo Sobretta-Gavia na północnym zachodzie, Ortler-Alpen na północy, Dolomiti di Brenta na wschodzie, pasmem Prealpi Gardesane na południowym wschodzie i południu.

### SOIUSA
| Według SOIUSA Alpi dell’Adamello e della Presanella są podgrupą (sottosezione) pasma (sezione) Alpi Retiche meridionali | Włoski podział Alp, SOIUSA, wyróżnia Alpi dell’Adamello e della Presanella (kod SOIUSA = II/C-28.III) jako podgrupę (sottosezione) pasma (sezione) Alpi Retiche meridionali (kod SOIUSA = II/C-28), a te z kolei są częścią (grande settore) Alpi Sud-orientali (kod SOIUSA = II/C). |

#### Podgrupy górskie
SOIUSA dzieli pasmo na dwie główne części:
- Gruppo dell’Adamello
- Gruppo della Presanella

## Najwyższe szczyty
| Szczyt           | Wysokość      |
| ---------------- | ------------- |
| Cima Presanella  | 3558 m n.p.m. |
| Adamello         | 3539 m n.p.m. |
| Monte Carè Alto  | 3463 m n.p.m. |
| Monte Gabbiolo   | 3458 m n.p.m. |
| Dosson di Genova | 3441 m n.p.m. |
| Monte Fumo       | 3418 m n.p.m. |
| Corno di Cavento | 3406 m n.p.m. |
| Crozzon di Lares | 3354 m n.p.m. |
| Corno di Baitone | 3331 m n.p.m. |
| Cima Busazza     | 3329 m n.p.m. |
| Lobbia Alta      | 3196 m n.p.m. |